# Stelis exasperata
Stelis exasperata är en orkidéart som beskrevs av Carlyle August Luer. Stelis exasperata ingår i släktet Stelis och familjen orkidéer. Inga underarter finns listade i Catalogue of Life.